# Ángulos de navegación
Los ángulos de navegación, llamados  ángulos de Tait-Bryan en Matemáticas, son un tipo de ángulos de Euler usados para describir la orientación de un objeto en tres dimensiones. Los ángulos de navegación se usan normalmente para definir la posición de aeronaves, satélites o embarcaciones.

## Definición matemática

Ángulos de navegación según convención ZXY definidos estaticamente.

Dado un sistema de coordenadas tridimensional móvil respecto de uno fijo, Existen varias formas de dar la posición del sistema móvil en un momento dado. En el caso de los ángulos de navegación, se usan tres coordenadas angulares que definen un triedro rotado desde otro que se considera el sistema de referencia. Se definen matemáticamente de forma similar a los ángulos de Euler, pero en vez de usar como línea de nodos el corte entre dos planos homólogos (por ejemplo el XY es el homólogo del xy), se utilizan dos planos no homólogos (por ejemplo XY e yz).
Por ejemplo, en el dibujo adjunto que usa el convenio ZXY, se definen mediante los planos xy (plano perpendicular al eje "z" usado en la primera rotación) del sistema de referencia, y el plano ZX del sistema móvil (plano perpendicular al eje "Y" de la última rotación). La rotaciones tienen que venir dadas en la secuencia correcta, ya que el resultado final depende del orden en que se apliquen.

## Significado en aeroplanos

Ángulos de navegación según convención ZYX. El sistema de referencia xyz se ha movido hacia atrás por claridad. Los ejes Y y Z no se muestran.

La posición de un aeroplano viene definida por la dirección (heading o yaw), dada respecto al eje vertical perpendicular al avión;  la elevación (pitch) respecto al eje definido por las alas, y el ángulo de alabeo (roll) respecto del eje que une el morro y la cola del avión. Las rotaciones del aeroplano en el sistema definido por estos ejes se denominan cabeceo o inclinación del morro del avión; alabeo (rotación lateral) y guiñada (rotación intrínseca alrededor del eje vertical). Estas rotaciones se usan para describir maniobras, y deben especificarse exactamente en ese orden: cabeceo, alabeo y guiñada.
Los ángulos de navegación, llamados deriva (normalmente representado por la letra {\displaystyle \psi }), inclinación (normalmente {\displaystyle \theta }) y alabeo ({\displaystyle \phi }), corresponden a los valores de estas tres rotaciones principales.

## Significado en embarcaciones
En embarcaciones estos ángulos son: ángulo de deriva (guiñada, dirección, yaw), ángulo de inclinación (cabeceo, pitch) y ángulo de escora (alabeo, roll).